# Гайдамацьке (заповідне урочище)
Гайдамацьке — заповідне урочище місцевого значення. Об'єкт розташований на території Черкаського району Черкаської області, село Поташня Степанецької сільської громади.
Площа — 18 га, статус отриманий у 2002 році.